# Jupará
O jupará, japurá, jurupará, macaco-da-meia-noite, quincaju, gogó-de-sola, gatiara, macaco-janauí, macaco-janauaí, macaco-januí, janaú, mirumiru e macaco plantador (nome científico: Potos flavus) é um típico mamífero da floresta tropical da família dos procionídeos (Procyonidae) relacionado com os olingos (Bassaricyon), quatis (Nasua e Nasuella), guaxinins (Procyon), bassariscos (Bassariscus). Diverge de seus parentes por sua cauda preênsil. É o único membro do gênero Potos. São arbóreos e não estão intimamente relacionados a nenhum outro grupo de mamíferos que vivem em árvores (primatas, alguns mustelídeos, etc.). É Nativo da América Central e América do Sul; no Brasil são encontrados na floresta Amazônica e na Mata Atlântica.
Possuem cerca de 76 centímetros de comprimento, cabeça arredondada e cauda longa. Chegam a pesar 4,6 quilos. Alimentam-se basicamente de frutas, insetos, pequenos vertebrados, mel, néctar, carne, folhas e flores e ovos. Não está uma espécie em extinção, embora seja raramente visto pelas pessoas por causa de seus rígidos hábitos noturnos. Porém, são caçados pelo comércio de animais de estimação, por suas peles (para fazer carteiras e selas de cavalo) e por sua carne. A espécie foi incluída no Apêndice III da Convenção sobre o Comércio Internacional das Espécies da Fauna e da Flora Silvestres Ameaçadas de Extinção por Honduras, o que significa que as exportações de Honduras exigem uma licença de exportação e as exportações de outros países exigem um certificado de origem ou reexportação. Podem viver até 40 anos em cativeiro.

## Etimologia e vernáculos
Os zoônimos jupará, japurá e jurupará advém do tupi iupará, enquanto quincaju do francês kinkajou. Além destes, ainda é chamado no português de macaco-da-meia-noite, gogó-de-sola, gatiara, macaco-janauí, macaco-janauaí, macaco-januí, janaú, mirumiru e macaco plantador. Visto ser um animal cuja distribuição se estende por países não falantes do português nas Américas, também tem nomes em outros línguas: cusu, chosna, martilla, mico león, mico de noche, mono de noche, mono michi e perro de monte em espanhol; nightwalker, kinkajou, night monkey e honey bear no inglês; nachtaap, rolbeer e rolstaartbeer no holandês.

## Taxonomia
A. M. Husson, do Museu Nacional de História Natural de Leida, nos Países Baixos, discutiu a nomenclatura bastante complicada do jupará em The Mammals of Suriname (1978). Em sua obra Die Säugethiere em Abbildungen nach der Natur, de 1774, Johann Christian Daniel von Schreber listou três itens sob o nome Lemur flavus Penn.: Na página 145 é uma tradução curta da descrição de Thomas Pennant do maucauco amarelo (posteriormente identificado como lêmure-mangusto (Eulemur mongoz)) de sua obra de 1771, Uma Sinopse dos Quadrúpedes (página 138, segunda figura na ilustração 16); na placa 42 está uma representação do maucauco amarelo de Schreber; o último item é uma referência à própria Sinopse dos Quadrúpedes. Husson observou que o último item é na verdade a descrição de Pennant de um animal que é claramente um jupará. Husson, portanto, concluiu que Lemur flavus é na verdade uma "espécie composta" com base no espécime de Schreber do lêmure-mangusto e no espécime de Pennant do jupará, e identificou o último como o lectótipo da espécie. A localidade típica relatada por Schreber para o L. flavus ("as montanhas da Jamaica") foi claramente baseado na descrição de Pennant do jupará, que afirmou, no entanto, que seu espécime foi "mostrado há cerca de três anos em Londres: seu detentor disse isso veio das montanhas da Jamaica ". Esse erro foi apontado por Oldifield Thomas em 1902, que corrigiu a localidade típica para o Suriname, que adotou o nome Potos flavus. O gênero Potos foi criado por Étienne Geoffroy Saint-Hilaire e Georges Cuvier em 1795, com a espécie-tipo Viverra caudivolvula descrita por Schreber em 1778 (posteriormente identificada como sinônimo de Potos flavus). Em 1977, a família dos cercoleptídeos (Cercoleptidae) foi proposta com o jupará como o único membro, mas essa classificação foi posteriormente rejeitada.

### Subspecies
Oito subespécies foram propostas:
- P. f. chapadensis J. A. Allen, 1904: Chapadas de Mato Grosso (Brasil).
- P. f. chiriquensis J. A. Allen, 1904: Boquerão, província de Chiriquí (Panamá).
- P. f. flavus (Schreber, 1774): Suriname. Sinônimos incluem Cercoleptes brachyotos, C. brachyotus, Mustela potto e Viverra caudivolvula.
- P. f. megalotus (Martin, 1836): Santa Marta (Colômbia).
- P. f. meridensis Thomas, 1902: Mérida (Venezuela).
- P. f. modestus Thomas, 1902: Montes Balzar, província de Guayas (Equador).
- P. f. nocturnus (Wied, 1826): São Miguel dos Campos, Alagoas (Brasil).
- P. f. prehensilis (Kerr, 1792): Veracruz (México).

Um estudo filogenético de 2016 com base no gene mitocondrial citocromo b analisou espécimes de jupará de uma variedade de locais em quase toda sua distribuição. Os resultados mostraram 27 haplótipos divididos em cinco clados correspondentes às divisões geográficas: Costa Rica (clado 1); norte do Brasil e Guianas (clado 2); norte do Peru (clado 3); Equador e Panamá (clado 4); interflúvios entre o Rio Branco e o Rio Negro na Amazônia brasileira, áreas baixas da Amazônia (na Bolívia, oeste do Brasil e Peru) e Mata Atlântica oriental (clado 5). Dados os diversos clados, os pesquisadores sugeriram que algumas das subespécies podem ser espécies independentes.

## Evolução
Um estudo filogenético de 2007 mostrou que os juparás formam uma linhagem basal irmã do resto dos procionídeos. Divergiram há 21,6–24 milhões de anos. Dois clados, um levando a Bassaricyon (olingo e olinguito (Bassaricyon neblina)) mais quatis (Nasua), e um levando a Bassariscus (o quati-de-cauda-anelada e o Bassariscus sumichrasti) mais Procyon (guaxinins), apareceram posteriormente e irradiaram durante o Mioceno (23,8 a 5,3 milhões de anos atrás). Acredita-se que os juparás tenham evoluído na América Central e invadido a América do Sul como parte do Grande Intercâmbio Americano que se seguiu à formação do istmo do Panamá. As relações filogenéticas obtidas no estudo de 2007 são fornecidas a seguir; eles foram apoiados por estudos semelhantes nos anos seguintes.
|  | Bassaricyon (olingo e olinguito) |
|  |                                  |
|  | Nasua e Nasuella (quatis)        |
|  |                                  |

|  | Procyon (guaxinins)                                              |
|  |                                                                  |
|  | Bassariscus (quati-de-cauda-anelada e o Bassariscus sumichrasti) |

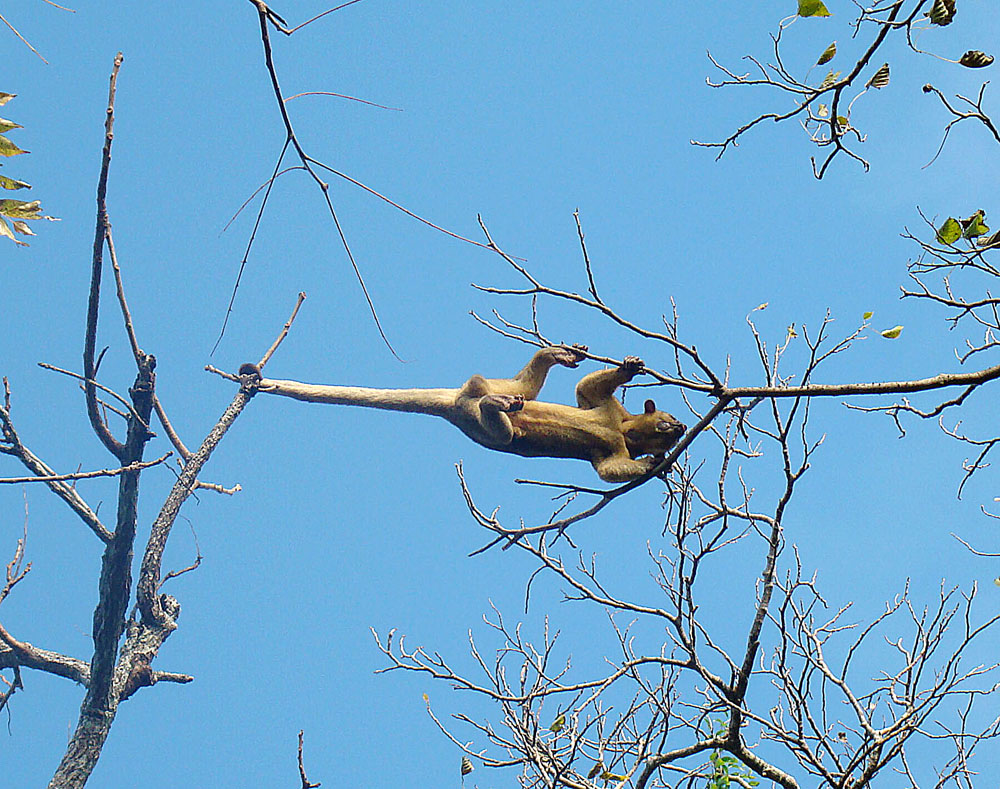
Jupará usando sua cauda preênsil

|  |                                                                  |

|  | Bassaricyon (olingo e olinguito) |
|  |                                  |
|  | Nasua e Nasuella (quatis)        |
|  |                                  |

|  | Procyon (guaxinins)                                              |
|  |                                                                  |
|  | Bassariscus (quati-de-cauda-anelada e o Bassariscus sumichrasti) |
|  |                                                                  |

|  | Bassaricyon (olingo e olinguito) |
|  |                                  |
|  | Nasua e Nasuella (quatis)        |
|  |                                  |

|  | Procyon (guaxinins)                                              |
|  |                                                                  |
|  | Bassariscus (quati-de-cauda-anelada e o Bassariscus sumichrasti) |
|  |                                                                  |

|  | Bassaricyon (olingo e olinguito) |
|  |                                  |
|  | Nasua e Nasuella (quatis)        |
|  |                                  |

|  | Procyon (guaxinins)                                              |
|  |                                                                  |
|  | Bassariscus (quati-de-cauda-anelada e o Bassariscus sumichrasti) |
|  |                                                                  |

### Família
Os membros da família dos procionídeos (Procyonidae) possuem uma dentição composta por molares largos, e os seus carniceiros são pouco desenvolvidos por possuírem hábitos alimentares onívoros (comem itens animais e vegetais). Devido a isto, a função de rasgar a carne foi substituída pela trituração dos alimentos. Possuem cinco dígitos nas plantas anteriores e posteriores, as garras são robustas e não são retráteis. Os seus membros anteriores possuem ótimas condições de manuseio.
São solitários, mas podem ser observadas às vezes em pares ou grupos maiores, e os quatis-de-cauda-anelada (nasua nasua) formam um pequeno bando e os filhotes ficam com os pais por um período longo de tempo. São normalmente espécies com hábitos noturnos, exceto o quati-de-cauda-anelada que possui hábitos diurnos, e seus sentidos são muito apurados (olfato e tato). Os que ocorrem no Brasil (jupará, quati e mão-pelada), possuem uma grande variedade de habitats que vão desde as Amazônia até os pampas.

## Características

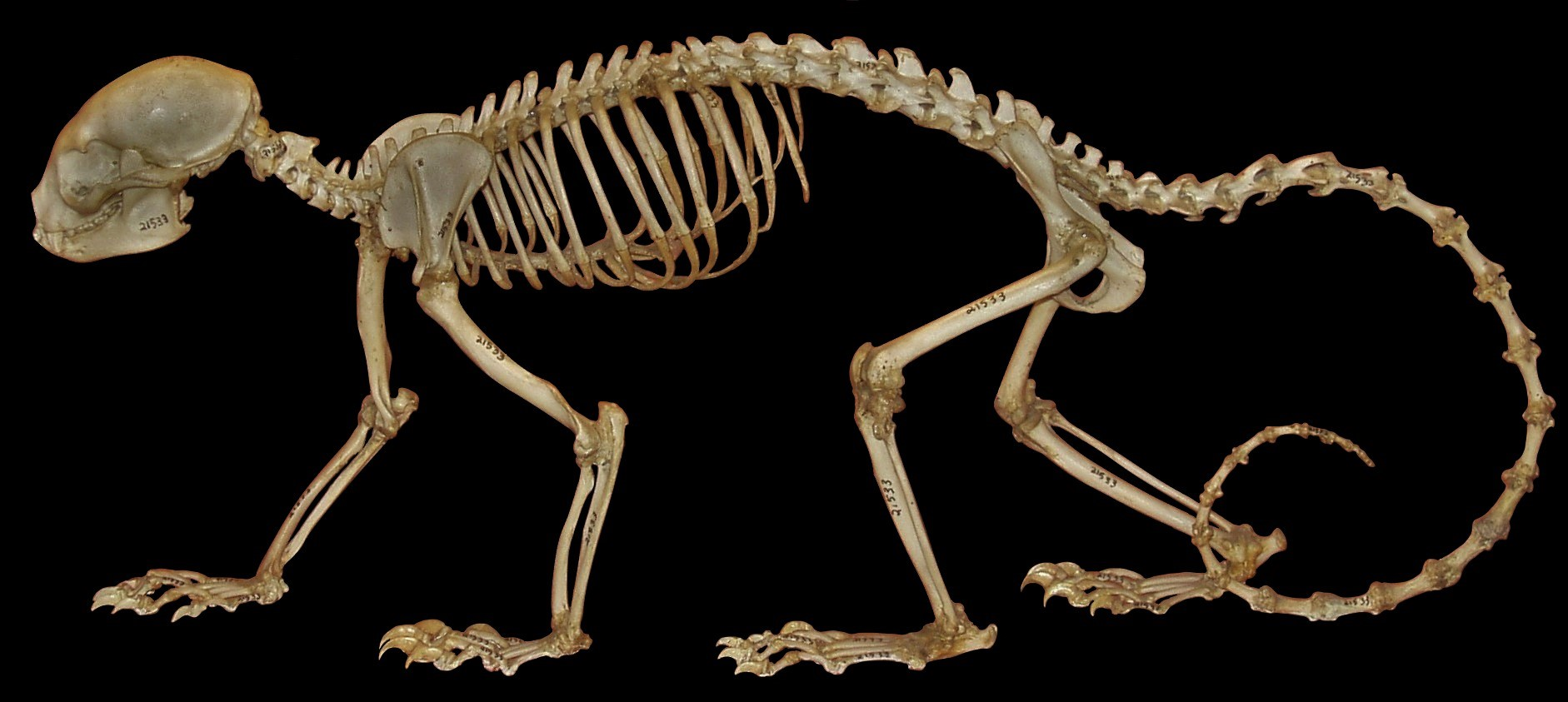
Esqueleto do jupará

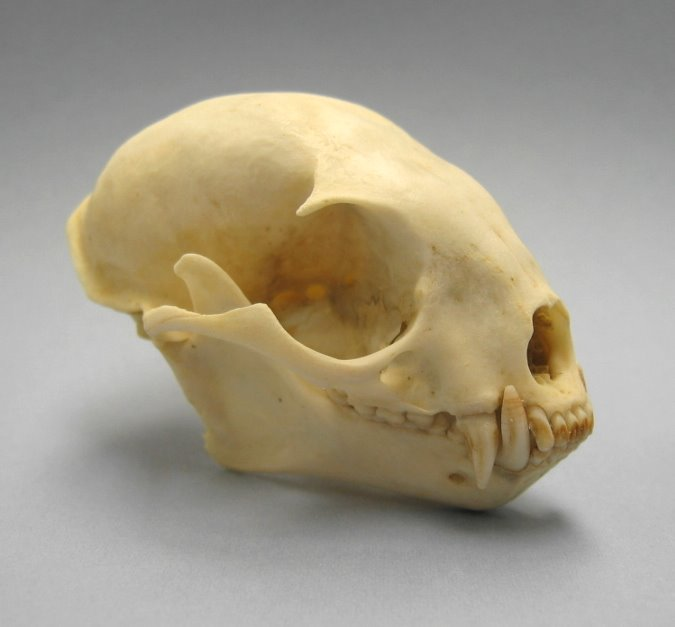
Crânio do jupará

Ao ser comparado aos outros animais pertencentes à família dos procionídeos, o jupará é relativamente pequeno. Tem cabeça redonda, olhos grandes projetados para frente, focinho curto e pontudo, membros curtos e cauda longa e preênsil, que o auxilia em escaladas e no ataque e defesa. O comprimento total da cabeça e do corpo (incluindo a cauda) é entre 82 a 133 centímetros (32 a 52 polegadas), e a cauda mede de 39 a 57 centímetros (15 a 22 polegadas). O peso varia de 1,4 a 4,6 quilos (3,1 a 10,1 libras). As fêmeas geralmente são menores que os machos. As orelhas curtas e arredondadas medem 3,6 a 5,4 centímetros (1,4 a 2,1 polegadas). Os olhos refletem o verde ou o amarelo brilhante contra a luz. Sua língualonga, espessa e altamente extrudível pode alcançar 13 centímetros. O focinho é marrom escuro a preto. As garras são afiadas e curtas e seus dedos possuem uma membrana que os ligam. Possui em cada semiarcada a presença de 3 molares e em sua totalidade possui 36 dentes.
A cor da sua pelagem varia de cor ao longo de sua distribuição e em diferentes épocas do ano. Vários tons, como azeitona fulvo, castanho madeira e fulvo amarelado, foram relatados para a parte superior da pelagem e a parte superior da cauda, enquanto a parte inferior e a parte inferior da cauda foram observadas como amareladas, fulvas ou amarelo-acastanhadas. Alguns indivíduos apresentam uma faixa preta ao longo da linha média das costas. A cor parece ficar mais clara do sul para o norte, embora nenhuma tendência sazonal tenha sido observada. O pelo é curto, lanoso e denso. Os pelos são de dois tipos: amarelados claros e mais escuros com pontas castanhas. Os pelos mais escuros refletem mal a luz em relação aos mais claros, muitas vezes criando uma ilusão de manchas e linhas escuras na pelagem. A cauda é coberta com pelo espesso até o fim.
O jupará se distingue de outros procionídeos por suas orelhas pequenas e arredondadas, língua extensível e cauda preênsil. Olingos são semelhantes o suficiente na aparência que muitas culturas nativas não distinguem os dois. Comparados aos olingos, são maiores, têm focinhos encurtados e não possuem glândulas odoríferas anais (além das diferenças descritas anteriormente). O urso-gato-asiático (Arctictis binturong), um viverrídeo (viverridae) do Sudeste Asiático, tem proporções semelhantes de membros e é o único outro carnívoro com cauda preênsil. O jupará se assemelha aos macacos neotropicais (platirrinos) por ter uma cauda preênsil e grandes olhos voltados para a frente, mas tem uma dentição diferente e pelos na planta dos pés.

## Distribuição geográfica
Ocorrem na América do Norte e na América Central, nas florestas tropicais que ficam entre o México e o Panamá, já na América do Sul possui distribuição pan-Amazônica, ou seja, vários países que possuem parte da Floresta Amazônica em seu território, tais como a Colômbia, o Peru, a Venezuela, o Equador, a Bolívia, as Guianas e o Suriname, além do Brasil, e no Brasil também são encontrados em sua Mata Atlântica. Sua amplitude altitudinal vai do nível do mar a 2 500 metros. São encontrados em florestas tropicais de copa fechada, incluindo floresta de várzea, floresta de montanha, floresta seca, floresta de galeria e floresta secundária. O desmatamento é, portanto, uma ameaça potencial para a espécie.

## Habitat  e ecologia
Os juparás passam a maior parte de sua vida em árvores, às quais estão particularmente bem adaptados. Como os guaxinins, as notáveis habilidades de manipulação dos juparás rivalizam com as dos primatas. Têm uma cauda de pelo curto totalmente preênsil (como alguns macacos do Novo Mundo), que usa como uma "quinta mão" na escalada. Não usa sua cauda para agarrar comida. Pode girar seus tornozelos e pés em 180°, tornando mais fácil para o animal correr para trás sobre galhos de árvores e descer árvores de cabeça. As glândulas odoríferas perto da boca, na garganta e na barriga permitem aos juparás marcarem seu território e suas rotas de viagem. Dormem em unidades familiares e cuidam uns dos outros. Ao serem monitorados e acompanhados em seus habitats, foram feitos registros das áreas de vida do jupará que variam entre 8 e 53 hectares. Com os dados obtidos, pode-se calcular uma média entre o espaço percorrido pelos machos o pelas fêmeas, onde os machos percorreram 29 hectars e as fêmeas percorreram 22,6.
São animais de hábitos noturnos e ocorrem em florestas de dossel fechado de 10 a 30 metros. Durante o dia costuma dormir nos ocos de árvores e durante a noite se alimenta e se reproduz. Embora geralmente sejam solitários ao forragear, ocasionalmente se alimentam em grandes grupos e, às vezes, se associam com olingos (que também são frugívoros arbóreos noturnos). Os juparás maiores são dominantes e afastam os olingos quando a comida está escassa. Têm uma gama muito mais extensa que os olingos e tendem a ser mais comuns. No entanto, os olingos podem ter maior agilidade, talvez facilitando sua simpatria com os juparas.
Tem como predador o homem que caça para consumo; o gavião-real (Harpia harpyja), considerado o mais forte entre as aves predadoras, mesmo não sendo a maior delas; a jaguatirica (Leopardus pardalis), também conhecida como ocelote; a onça-pintada (Panthera onca); e a raposa-do-campo (Lycalopex vetulus).

### Reprodução e vida útil
O número de filhotes por ninhada pode variar entre 1 e 2, que nascem no verão, com intervalo de um a dois anos ente uma gestação e outra, sendo que o período de estro dura entre 98 e 120 dias. Ao nascer, os filhotes podem pesar entre 150 e 200 gramas, abrem os olhos entre o 7.º e o 19.º dia e apenas a partir de 7 semas se alimentam com comida sólida, e começam a se pendurar com a sua cauda, sendo usada como um quinto membro. Com um ano e seis meses o macho já possui a capacidade de se reproduzir, capacidade esta que a fêmea só adquire como dois anos. Há registro de que a longevidade dos juparás em cativeiro chegou a 23,7 anos, mas há fonte que diz que a longevidade é de 40,5 anos.

### Dieta
Embora o jupará seja classificado na ordem dos carnívoros (Carnivora) e tenha dentes afiados, sua dieta onívora consiste principalmente de frutas, principalmente figos. Estudos demonstraram que 90% de sua dieta consiste em frutas (principalmente maduras). Para comer frutas mais macias, as seguram com as patas dianteiras e, em seguida, retiram a polpa suculenta com a língua. Podem desempenhar um papel importante na dispersão de sementes, como o cacau.[a] Folhas, flores e várias ervas constituem grande parte dos outros 10% de sua dieta. Às vezes comem mel, néctar e insetos, principalmente formigas. Foi sugerido, sem evidência direta, que ocasionalmente podem comer ovos de aves e pequenos vertebrados. Seus hábitos frugívoros são, na verdade, convergentes com os dos macacos-aranha (diurnos). Por ter flores e néctar em sua dieta o torna um grande polinizador.

## Conservação e ameaças

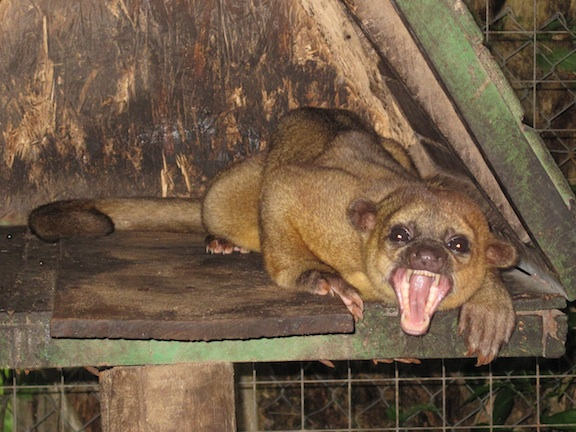
Jupará bocejando num abrigo na Costa Rica

Por possuir uma população relativamente grande, não foi incluído na lista das espécies da fauna brasileira ameaçadas de extinção disponibilizada pelo Ministério do Meio Ambiente (MMA), e em 2014 teve o seu estado de conservação classificado como pouco preocupante (LC). Por não haver uma grande preocupação em relação a extinção da espécie, não existem ações voltadas para a sua conservação. Na Mata Atlântica a espécie é classificada como em perigo (EM), isso se dá, pois se delimita aos estados da Bahia, Minas Gerais, Espírito Santo e Rio de Janeiro. Na Amazônia, apesar de não possuir dados que atestem a densidade populacional, a espécie aparentemente é abundante, e por isso é classificada como pouco preocupante (LC).
Por se tratar de animais que vivem no dossel das árvores, no Brasil, tanto a destruição da floresta Amazônica quanto a destruição da Mata Atlântica afetam diretamente a população de juparás, da mesma forma a destruição do bioma onde ocorrem. A caça que envolve tanto o consumo da carne pelos humanos ou por algum tipo de crença que envolve esta espécie. Infecção por Leishmania sp., a raiva e a comercialização para uso como animais domésticos também representam grande ameaça para a manutenção da espécie. Muitas vezes são capturados para serem animais de estimação por serem brincalhões, geralmente quietos, dóceis e terem pouco odor. No entanto, podem ocasionalmente ser agressivos. Não gostam de movimentos repentinos, barulho e estar acordado durante o dia. Um jupará agitado pode emitir um grito e ataque, geralmente arranhando sua vítima e às vezes mordendo profundamente. Em 2011, os Centros de Controle e Prevenção de Doenças relataram que juparás de estimação nos Estados Unidos podem ser portadores (via fecal-oral) da lombriga Baylisascaris procyonis, que é capaz de causar morbidade grave e até morte em humanos, se o cérebro está infectado.